# Akdalima vomeroi
Akdalima vomeroi – gatunek kosarza z podrzędu Laniatores i rodziny Samoidae.

## Występowanie
Gatunek jest endemiczny dla Meksyku.